# 쓰쓰가촌
쓰쓰가촌(筒賀村)은 히로시마현 서부에 존재했던 촌으로, 야마가타군에 속했다. 2004년 10월 1일 야마가타군 쓰쓰가촌, 가케정, 도고치정 등 3개 정촌 합병에 따라, 아키오타정이 신설되고 소멸하였다.

## 역사
- 1889년 4월 1일 - 시정촌 시행으로 쓰쓰가촌이 성립하였다.
- 2004년 10월 1일 - 야마가타군 쓰쓰가촌이 인접했던 가케정, 도고치정과 대등합병, 아키오타정으로 신설 합병되고 폐지되었다.

## 교통

### 도로
- 국도 제186호선
- 국도 제434호선 (일본)(일본어판)